# Stationarius
 (octobre 2021).
Stationarius (grec στατιωνάριος, statiônários ou στατιονάρικος, stationárikos) était une affectation temporaire de garde ou de fonctions de police pour les soldats de rang inférieur dans les détachements de police militaire de l'armée impériale romaine. De petits détachements de milites stationarii occupaient des postes dans toute l'Italie et les provinces où la présence militaire pourrait autrement être minime. Ils tirent leur nom de statio, un terme général pour « poste » ou « station ». Alors que les soldats individuels étaient généralement transitoires, les stations elles-mêmes semblent avoir été permanentes, et les stationarii étaient souvent identifiés par la station qu'ils occupaient (par exemple « stationarius de la route Claudianus »).
Bien qu'il ait parfois été supposé que les populations locales seraient irritées par une présence policière, en fait, les preuves suggèrent qu'elles se sont tournées vers les stationarii pour la protection ou l'intervention dans les affaires pénales, et ont même parfois mis en place des inscriptions en leur honneur. Les stationarii sont mentionnés dans un certain nombre d'inscriptions variables et sont d'abord attestés par une collection d'ostraka datant de 108-117, pendant le règne de Trajan.
Une affectation en tant que stationarius semble avoir été un « travail grossier » et elle n'apparaît jamais parmi les cursus honorum d'un officier. Soit le poste était attribué à des hommes de faible potentiel, soit il était considéré comme trop peu distingué pour figurer dans un curriculum vitae.
Les autres types de police militaire étaient les frumentarii, regionarii et beneficiarii.
Comme adjectif, stationarius a d'autres utilisations qui pourraient impliquer des gardes privés.